# Brechmorhoga innupta
Brechmorhoga innupta är en trollsländeart som beskrevs av Racenis 1954. Brechmorhoga innupta ingår i släktet Brechmorhoga och familjen segeltrollsländor. Inga underarter finns listade i Catalogue of Life.